# Führer im Fallschirmjägerspezialeinsatz

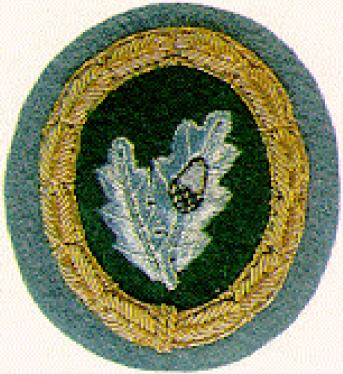
Abzeichen Führer im Fallschirmjägerspezialeinsatz

Der Lehrgang Führer im Fallschirmjägerspezialeinsatz, auch als Kommandoführerlehrgang bezeichnet, war von 1990 bis 1994 ein Lehrgang für die Kommandoführer der Kommandokompanien der drei Luftlandebrigaden der 1. Luftlandedivision der Bundeswehr.

## Allgemein
Mit Aufstellung der Kommandokompanien erarbeiteten diese in Zusammenarbeit mit Angehörigen des 1. Bataillons der 10th Special Forces Group (Airborne) und der V. Inspektion der Luftlande- und Lufttransportschule in Altenstadt einen Lehrgang für die Führer der Kommandos. Voraussetzung für die Teilnahme am sechswöchigen Lehrgang war der erfolgreich abgeschlossene Einzelkämpferlehrgang Teil I und II. Der Lehrgang selbst soll seit dessen Einführung 1990 und bis zu seiner Einstellung 1994 nur drei bis viermal durchgeführt worden sein, weshalb ihn vermutlich nur 75 bis 85 Soldaten durchlaufen haben.

## Lehrgangsinhalte
Der Lehrgang baute inhaltlich unmittelbar auf dem Einzelkämpferlehrgang Teil I und II auf. Vermittelt wurden Grundlagen und erweiterte Führungs- und Ausbildungsaufgaben im Kommandokampf. Die Ausbildung umfasste verschiedene Einsatzszenarien, wie z. B. Evakuieren und Befreien, im Häuserkampf, in Flugzeugattrappen und Fahrzeugen, im Kampf in schwierigem Gelände sowie im Nahkampf mit und ohne Hilfsmittel bzw. Waffen. Die Ausbildung fand auf dem Truppenübungsplatz Hammelburg, in Bonnland, auf dem Fliegerhorst Landsberg/Lech bei Penzing und dem Truppenübungsplatz Münsingen statt.

## Sonderabzeichen
Nach erfolgreichem Abschluss des Lehrgangs erhielten die Teilnehmer einen Lehrgangsnachweis, der gleichzeitig Besitzzeugnis für das  Sonderabzeichen Führer im Fallschirmjägerspezialeinsatz war. Das Sonderabzeichen zeigt zwei silberfarbene Eichenlaubblätter mit Eichel auf grüner Unterlage mit goldfarbener Eichenlaubumrandung auf grauem, ovalem Grundtuch. Trageberechtigt sind die Soldaten des Heeres sowie Soldaten ausländischer Streitkräfte. In der Praxis und aufgrund der kurzen Existenz des Lehrgangs wurde er jedoch nur von Angehörigen der Kommandokompanien belegt.

### Trivia
Seit 2017 wird das Sonderabzeichen Führer im Fallschirmjägerspezialeinsatz als  Sonderabzeichen Kräfte mit erweiterter Grundbefähigung bei den spezialisierten Kräften Heer mit erweiterter Grundbefähigung (SpezlKrH EGB) wiederverwendet. Alle Soldaten, die das Abzeichen noch als Sonderabzeichen Führer im Fallschirmjägerspezialeinsatz erworben haben, behalten ihre Trageberechtigung.